# Moses Kipkosgei Kigen
Moses Kipkosgei Kigen (* 10. Januar 1983 im Distrikt Keiyo) ist ein kenianischer Langstreckenläufer, der sich auf Straßenläufe spezialisiert hat.
2003 machte er zum ersten Mal auf sich aufmerksam, als er den Würzburger Residenzlauf in 27:48 min gewann, was weltweit die fünftschnellste Zeit des Jahres über 10 Kilometer war, seinen ersten von bislang vier Siegen auf der 10-km-Strecke des Paderborner Osterlauf erzielte (weitere folgten 2004, 2005 und 2007) und den Kasseler Citylauf für sich entschied.
Weitere Erfolge über die 21,097-km-Distanz ließen nicht auf sich warten: 2005 siegte er beim City–Pier–City Loop in Den Haag und wurde Zweiter beim Berliner Halbmarathon, 2006 wiederholte er seinen Erfolg in Den Haag und siegte beim Paderborner Osterlauf auf der Halbmarathon-Strecke. 2007 stellte er als Fünfter des Berliner Halbmarathons mit 1:00:39 h seine persönliche Bestzeit auf.
2009 siegt er beim Nairobi-Marathon mit Streckenrekord.